# Nikítas Stamatelópoulos

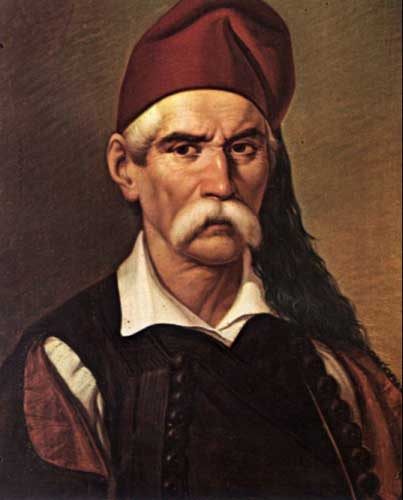
Nikitas Stamatelópulos (Nikitaras).

Nikitaras (en griego: Νικηταράς) fue el nombre de guerra de Nikitas Stamatelopoulos (en griego: Νικήτας Σταματελόπουλος) (1784-El Pireo, 1849), un revolucionario griego que peleó a favor de su independencia en la Guerra de independencia de Grecia. Debido a sus dotes en la lucha, fue conocido como el "Τουρκοφάγος" (Tourkofagos), literalmente el "Cometurcos". Fue uno de los principales jefes del levantamiento armado de 1821 que concluyó en la restauración del Estado nacional griego en 1829. 

## Primeros años
La fecha y el lugar de nacimiento de Nikitas Stamatelópulos son debatibles, pero se cree que nació o bien en el pueblo de Nedusa en la provincia peloponesa de Mesenia o en Leontari, en Arcadia, en torno a 1784.
Sobrino de Theodoros Kolokotronis, el caudillo militar griego más importante de la Revolución, cuyas actividades de jefe de banda le valieron la animosidad de las autoridades otomanas desde 1797. En 1805-1806, intentaron eliminar a los kleftes. El 1 de febrero de 1806 (calendario juliano), las tropas otomanas sitiaron al clan Kolokotronis en el monasterio de la Panaghia de Aimiala en Demetsana. Capturaron y ejecutaron a Georgas, Giorgios y Giannis Kolokotronis, pero Nikitaras logró huir con su tío a Zante en las islas Jónicas.
Junto con su tío, sirvió en los diferentes ejércitos que controlaban el archipiélago: ruso, francés y, luego, británico. Cuando las islas se convirtieron en protectorado británico, se enroló en el ejército británico.

## Guerra de Independencia

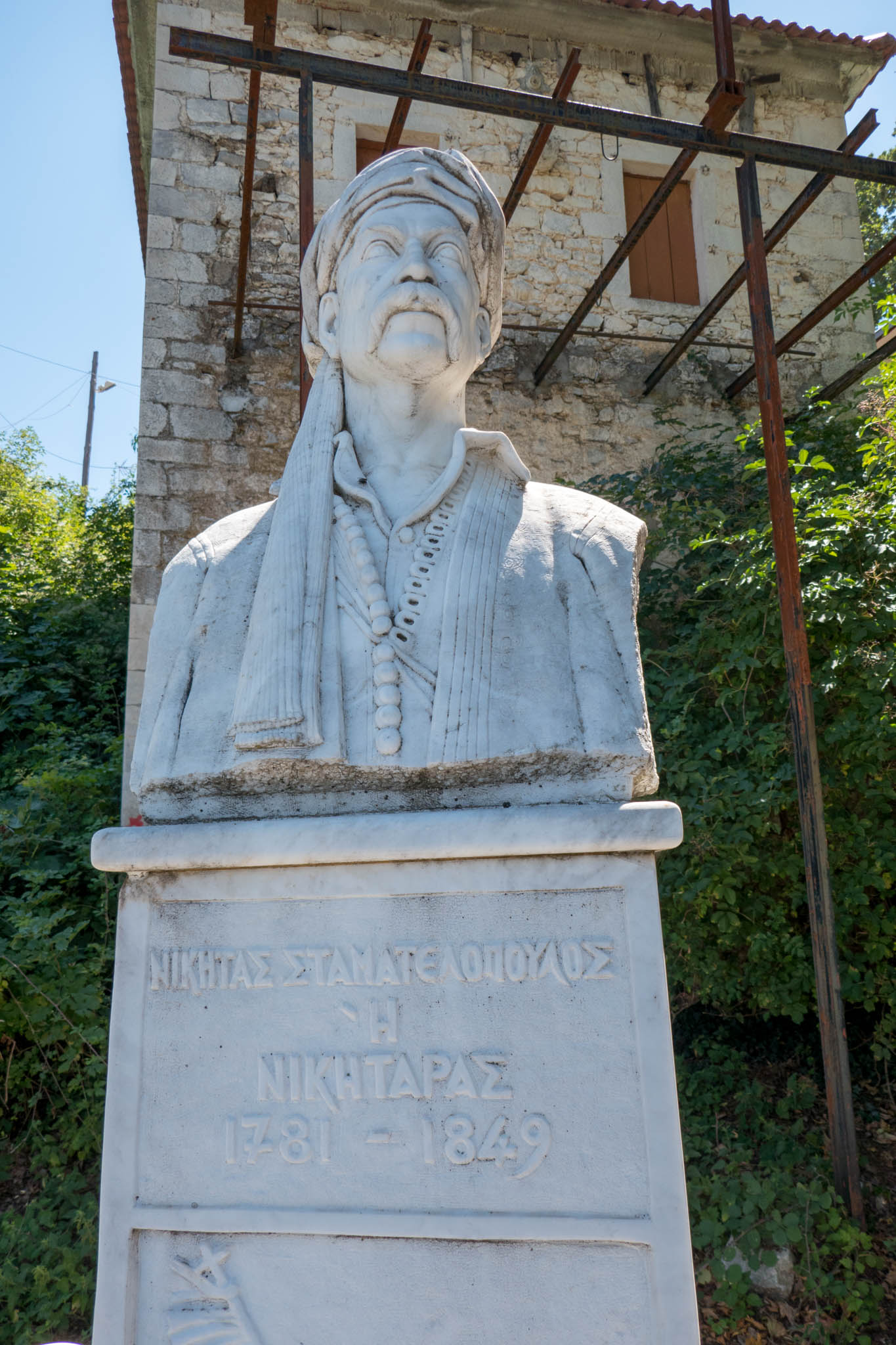
Busto de Nikitaras en el "arroyo Tsakonas" en Áno Dolianá, Grecia, donde tuvo lugar la batalla de Dolianá.

Cuando comenzó la Guerra de independencia de Grecia, Nikita y su tío volvieron a la Grecia continental. Se mantuvo a su lado como comandante del ejército griego en el asedio de Trípoli en 1821. Cuando el comandante turco y sus hombres intentaron escapar de la ciudad, Nikitaras y sus kleftes evitaron su huida y los mataron. Nikitas logró fama y su sobrenombre "Cometurcos" en la Batalla de Dervenakia, donde habría usado cinco espadas, pues cuatro se rompieron por el uso excesivo. Asimismo, se destacó en las batallas de Kalamata, Valtetsi y Dolianá, entre otras, donde fue promovido al grado de general del incipiente ejército libertador griego. Contribuyó con Georgios Karaiskakis en la liberación de la Grecia central y opuso durísima resistencia a la invasión de las tropas egipcias de Ibrahim bajá, causándole severas bajas.
Durante las disputas civiles paralelas a la guerra de independencia griega, siempre estuvo aliado a su tío Kolokotronis contra la facción dirigida por Alexandros Mavrokordatos y en apoyo del líder Ioannis Kapodistria, quien lo designó jefe de la guardia nacional.

## Legado
En la Asamblea Constituyente de Argos de 1828 fue representante de la nación. Firme opositor a la monarquía bávara instaurada en Grecia a manos de Otón I, fue encarcelado en Égina hasta 1841 cuando fue liberado al no probarse cargo alguno contra su persona. Los años de cautiverio minaron su salud, dejándolo ciego y con una gravísma enfermedad pulmonar que causaría su muerte en 1847 en El Pireo sumido en la más profunda pobreza.
Es conocido por sus palabras durante el tercer asedio a Mesolonghi. Cuando llegó a la ciudad con refuerzos y suministros, los soldados locales, que llevaban meses sin cobrar, le preguntaron si había traído dinero. Nikitaras, furioso, desenvainó su espada -  una magnífica hoja que había pertenecido a un turco al que él mismo había matado - y gritó: «Sólo tengo mi espada y la daré gustosamente por mi nación». Nikitaras fue homenajeado en el poema de Nikos Gatsos, El caballero y la muerte.